# Die Buße des Heiligen Chrysostomus
Die Buße des Heiligen Chrysostomus ist ein Kupferstich von Albrecht Dürer aus der Zeit um 1497.

## Beschreibung
Johannes Chrysostomus ist auf Dürers Darstellung im Hintergrund am linken Bildrand zu erkennen: Auf allen vieren kriechend, nackt und bärtig, ist er von der linken Seite gesehen dargestellt. Sein linker Fuß wird durch ein pflanzenbewachsenes Felsengehäuse im Vordergrund der hochformatigen Komposition verdeckt, in dem eine nackte junge Frau mit langen, lockigen Haaren und gekreuzten Beinen auf einem Steinblock sitzt und einen Säugling stillt. Ihr Schoß befindet sich etwa auf der gleichen Höhe im Bild wie der kriechende Chrysostomus im Hintergrund, ungefähr am oberen Ende des unteren Drittels. Hinter Chrysostomus sind etliche Bäume und eine mittelalterliche Stadt mit Mauern, Türmen und Zinnen zu sehen, dahinter eine hügelige Landschaft. Dürers Monogramm befindet sich am unteren Bildrand ungefähr in der Mitte in der Nähe der Füße der jungen Frau.

## Literarischer Hintergrund
Dürer kannte die Legende wahrscheinlich aus dem von Anton Koberger 1488 in Nürnberg veröffentlichten Werk Passional oder der Heiligen Leben: Johannes küsst als armer Schüler oder Student ein Bildnis der heiligen Jungfrau Maria. Von diesem Zeitpunkt an ist der Bereich um seinen Mund goldfarben und er erhält den Beinamen Chrysostomus (χρυσόστομος), „Goldmund“. Im Alter von 16 Jahren soll er zum Priester geweiht werden, fühlt sich dessen aber unwürdig und beginnt stattdessen ein Eremitendasein in der Wüste. Dort trifft die Tochter des Kaisers, die sich verirrt hat, auf ihn und verbringt eine Liebesnacht mit ihm in seiner Höhle. Zur Buße legt er ein Gelübde ab, nur noch auf allen vieren zu gehen, bis ihm verziehen wird. Jahre später gebiert die Kaiserin ein weiteres Kind, das sich der Taufe verweigert. Nur Johannes Chrysostomus soll diesen heiligen Akt vollziehen dürfen. Die Suche nach Johannes Chrysostomus ist zunächst vergeblich, bis eines Tages Jäger ein seltsames wildes Tier aufspüren. Als das kaiserliche Kind dieses Wesen zu sehen bekommt, spricht es die Vergebung aus und Johannes Chrysostomus, den die Jäger gar nicht mehr als Mensch erkannt haben, erhebt sich aus seinem Vierfüßerstand und gibt sich allgemein zu erkennen. Die Tochter des Kaisers, die ebenfalls bislang nicht wieder gesehen wurde, wird nun ebenfalls in der Wildnis gesucht und gefunden.
Eine andere Version der Chrysostomus-Geschichte ist im 14. Jahrhundert durch Vermengung der Heiligenlegende mit einem florentinischen Gedicht über die Buße eines Edelmannes, der zum Räuber geworden ist, entstanden. Auch hier findet ein Liebesakt mit einer Prinzessin statt; Chrysostomus bestraft aber nicht nur sich selbst durch sein Bußgelübde, sondern wirft auch noch die junge Frau in einen Brunnen. Sein Schuldbekenntnis schreibt er mit goldenem Speichel. Von einem sprechenden Säugling, dem Bruder der Geschändeten, wird er freigesprochen. Die Prinzessin überlebt auch in dieser Version auf wundersame Weise.
Ob Dürers Kupferstich den jüngeren Bruder der Kaiserstochter, der die Vergebung ausspricht, darstellt, oder ein Kind, das aus der Liebesnacht der Prinzessin mit dem Einsiedler hervorgegangen ist, bleibt unklar.

## Künstlerisches Vorbild und Nachfolger

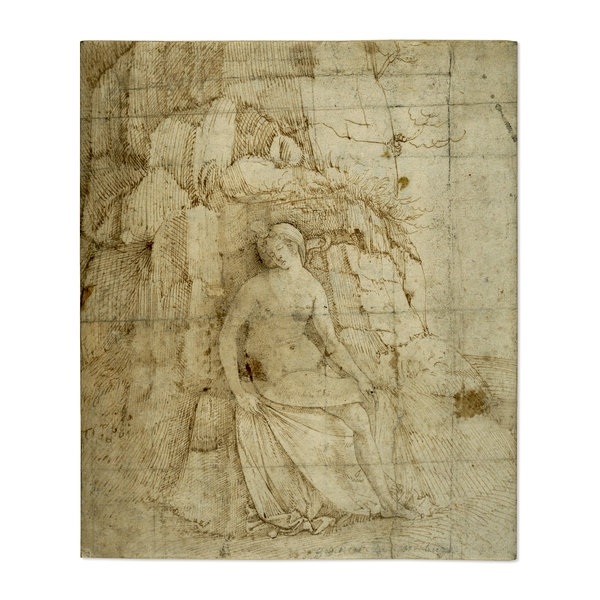
Jacopo de’ Barbari, Cleopatra

Möglicherweise lehnte sich Dürer bei der Komposition an das Werk Cleopatra von Jacopo de’ Barbari an. Das Motiv des büßenden Chrysostomus nahm Cranach im Jahr 1509 und abermals um 1525 wieder auf. Auch Barthel Beham schuf einen Stich mit dieser Thematik und Wolf Huber zeichnete die Szene 1519. Die florentinische Version der Legende ist sowohl in der frühen italienischen als auch der frühen deutschen Kunst vertreten. Während jedoch frühere Künstler den Büßer in den Vordergrund stellten, konzentrierte sich Dürer auf die junge Frau und das Kind. Auch Cranach stellte als Person nicht den Büßer, sondern die Frau in den Vordergrund, konzentrierte sich jedoch vor allem auf die Landschaftsdarstellung. Seine Buße des heiligen Chrysostomos ist, so die Bemerkung in einem Ausstellungskatalog, „die einzige Komposition [Cranachs], die eine Geschichte in eine weite Landschaft einbettet.“

## Rezeption
1869 erklärte Dürers erste Biographin in englischer Sprache, Mary Margaret Heaton, die junge Frau auf dem Bild sei attraktiver als die meisten anderen von Dürer dargestellten Frauen. Sie sprach ihr eine Ausstrahlung zu, „that makes us think that perhaps Dürer’s sympathies were not entirely with the repentant saint who is seen in the background.“